# Napodytes boki
Napodytes boki là một loài bọ cánh cứng trong họ Bọ nước. Loài này được Steiner miêu tả khoa học năm 1981.